# Венегас, Хуан
Хуан Эвангелиста Венегас Тринидад (исп. Juan Evangelista Venegas Trinidad; род. 2 июня 1929, Сан-Хуан — 16 апреля 1987, там же) — пуэрто-риканский боксёр, представитель легчайшей и полулёгкой весовых категорий. Выступал за сборную Пуэрто-Рико по боксу в середине 1940-х годов, бронзовый призёр летних Олимпийских игр в Лондоне, победитель Игр Центральной Америки и Карибского бассейна. В период 1948—1958 годов боксировал также на профессиональном уровне.

## Биография
Хуан Венегас родился 2 июня 1929 года в неблагополучном районе Рио-Пьедрас (ныне входит в состав Сан-Хуана), Пуэрто-Рико. Начал заниматься боксом под впечатлением от выступлений первого пуэрто-риканского чемпиона мира Сиксто Эскобара.

### Любительская карьера
Венегас показывал достаточно высокие результаты на ринге, выделяясь из общей массы сверстников. Так, в 1946 году он вошёл в основной состав пуэрто-риканской национальной сборной и побывал на Играх Центральной Америки и Карибского бассейна в Барранкилье, где одержал победу в зачёте легчайшей весовой категории.
В 1948 году привлёк к себе внимание новообразованного Олимпийской комитета Пуэрто-Рико. Страна вступила в олимпийское движение, и боксёра включили в состав делегации из девяти спортсменов, отправленной выступать на летних Олимпийских играх в Лондоне. В категории до 54 кг Венегас благополучно прошёл первых троих соперников, но в четвёртом поединке на стадии полуфиналов по очкам уступил венгру Тибору Чику. В утешительном бою за третье место взял верх над испанцем Альваро Висенте и тем самым завоевал бронзовую олимпийскую медаль. Эта медаль стала первой олимпийской медалью в истории Пуэрто-Рико, оказалась единственной выигранной пуэрто-риканскими спортсменами на этих Играх.

### Профессиональная карьера
Вернувшись на родину в статусе национального героя, в том же 1948 году Хуан Венегас решил перейти в профессиональный бокс и успешно дебютировал на профессиональном ринге. В течение десяти лет выступал в легчайшей и полулёгкой весовых категориях, но каких-то выдающийся успехов не добился — в общей сложности провёл 32 боя, из которых 20 выиграл (в том числе 7 досрочно), 10 проиграл, в двух случаях была зафиксирована ничья. Завершил карьеру профессионального спортсмена в 1958 году.

### Смерть и наследие
Умер 16 апреля 1987 года в возрасте 57 лет — причиной смерти послужила черепно-мозговая травма, которую бывший боксёр получил во время падения у себя дома в Сан-Хуане.
В память о нём Пуэрто-риканская боксёрская комиссия ежегодно проводит традиционный мемориальный турнир по боксу, также в олимпийских видах спорта спортсменам вручает Олимпийский кубок имени Хуана Эвангелисты Венегаса.